# Ходюшин, Анатолий Петрович
Анатолий Петрович Ходюшин (родился 26 февраля, 1950 года в Ленинграде) — советский и российский каскадёр, постановщик конных трюков в кино.

## Биография
Анатолий Ходюшин — донской казак в нескольких поколениях. На коня впервые сел в шесть лет, а в четырнадцать — поступил в ученики к легендарному спортсмену, двукратному чемпиону Олимпийских игр Ивану Кизимову, который и привёл его в кино. Ходюшин снимался в массовых сценах в фильмах про революцию — по сценарию в составе конного отряда разгонял митингующих нагайками. В 1968 году Ходюшина призвали в армию и зачислили в 11-й отдельный кавалерийский полк при «Мосфильме». Уже через девять дней после зачисления Анатолий попал на съёмки фильма Сергея Бондарчука «Ватерлоо», где его полк был задействован в массовых батальных сценах для выполнения конных трюков В 1973—1977 годах работал тренером и директором «Пушкинской школы верховой езды» в Ленинграде. После картины «Ватерлоо» по приглашению каскадёра и постановщика трюков Александра Массарского попал на «Ленфильм», где стал работать  по совместительству  каскадёром и выполнять конные трюки. Например, в фильме Надежды Кошеверовой «Царевич Проша» Ходюшин дублировал Валерия Золотухина, а в музыкальной картине Владимира Воробьёва «Труффальдино из Бергамо» — восстановил по старинным книгам систему упряжи в карету шестёрки лошадей Затем Анатолия стали привлекать к работе и другие киностудии. В 1978 году режиссёр Георгий Юнгвальд-Хилькевич пригласил его в качестве постановщика конных трюков на трёхсерийный телевизионный фильм «Д’Артаньян и три мушкетёра», который снимался на Одесской киностудии. В процессе съёмок Ходюшину пришлось поработать и по части постановки драк он помогал ставить кулачные драки постановщику трюков этого фильма Николаю Ващилину, (за фехтовальные бои — отвечал Владимир Балон). В 1985 году Ходюшин ставил все трюки в картине «Один за всех!» (реж. Олег Рябоконь) с Николаем Караченцовым в главной роли. В 2007 году был снова приглашён Георгием Юнгвальд-Хилькевичем в качестве постановщика трюков на съёмки фильма «Возвращение мушкетёров, или Сокровища кардинала Мазарини», но, по утверждению режиссёра, поставил всего лишь один-единственный трюк. Сам Юнгвальд-Хилькевич в официальном интервью прокомментировал данную ситуацию: «Господин Ходюшин получил деньги и почему-то ничего не сделал, кроме падения одного из своих каскадёров вместе с Боярским с лестницы. Сцена вошла в фильм, но это был брак каскадёра и руководителя трюковыми съёмками. Трюк был ужасно подготовлен, и Миша Боярский чудом не покалечился». Слова режиссёра-постановщика также подтвердил другой каскадёр — Николай Ващилин в одной из глав своей книги «Мы умирали по воле режиссёров», которая называется «Три мушкетёра одесского разлива».
С 2009 года Анатолий Ходюшин некоторое время руководил Казачьим конно-спортивным клубом, который располагался в Шуваловском парке Санкт-Петербурга. В кино он больше не снимается, объясняя это тем, что «сейчас масштабные сцены с лошадьми проще нарисовать на компьютере, чем снимать реальных всадников».

## Фильмография

### Постановщик трюков
- 1976 — «Труффальдино из Бергамо»
- 1976 — «Фаворит»
- 1977 — «Женитьба»
- 1977 — «Нос»
- 1978 — «Д’Артаньян и три мушкетёра» — конные трюки и драки
- 1979 — «Сыщик»
- 1979 — «Телохранитель»
- 1980 — «У чёртова логова»
- 1982 — «Людмила»
- 1984 — «Операция Саламандра»
- 1984 — «Пора седлать коней»
- 1985 — «Один за всех!»
- 1986 — «Степная эскадрилья»
- 1987 — «Железный дождь»
- 1988 — «Цыганский барон»
- 2002 — «Русский спецназ»
- 2007 — «Мушкетёры Екатерины»[14]
- 2008 — «Возвращение мушкетёров, или Сокровища кардинала Мазарини»

### Каскадёр
- 1967 — «Софья Перовская»
- 1968 — «Гроза над Белой»
- 1969 — «Ватерлоо»
- 1969 — «Комиссары»
- 1970 — «Десница великого мастера»
- 1970 — «Бег»
- 1973 — «Сломанная подкова»
- 1974 — «Царевич Проша»
- 1974 — «Блокада»
- 1974 — «Рождённая революцией»
- 1975 — «Звезда пленительного счастья»
- 1975 — «Стрелы Робин Гуда»
- 1976 — «Легенда о Тиле»
- 1977 — «Строгая мужская жизнь»
- 1977 — «Как Иванушка-дурачок за чудом ходил»
- 1978 — «Ярославна, королева Франции»
- 1978 — «Д’Артаньян и три мушкетёра»
- 1979 — «Сыщик»
- 1981 — «Комендантский час»
- 1981 — «Ярослав Мудрый»
- 1982 — «Красные колокола»
- 1982 — «Ослиная шкура»
- 1986 — «Голова Горгоны»
- 1987 — «Очи чёрные»
- 1992 — «Гроза над Русью»
- 2004 — «Московская жара»
- 2006 — «Серко»[14]
- 2012 — «Подпоручик Ромашов»

### Роли в кино
Анатолий Ходюшин сыграл эпизодические роли в некоторых фильмах, снятых с его участием в качестве каскадёра:
- 1976 — «Как Иванушка-дурачок за чудом ходил» — эпизод
- 1977 — «Строгая мужская жизнь» — эпизод
- 1978 — «Ярославна, королева Франции» — эпизод
- 1978 — «Д’Артаньян и три мушкетёра» — гвардеец кардинала
- 1986 — «Голова Горгоны»
- 2003 — «Спасти и выжить» — эпизод
- 2004 — «Спецназ по-русски-2» — казачий атаман[14]
- 2005 — «Жених для Барби» — эпизод